# Szentmargitfalva
Szentmargitfalva là một thị trấn thuộc hạt Zala, Hungary. Thị trấn này có diện tích 3,12 km², dân số năm 2010 là 93 người, mật độ 30 người/km².